# Cocktail BLT
Cocktail BLT là một loại cocktail được làm từ các thành phần của bánh sandwich BLT (thịt muối, rau diếp và cà chua), sau đó pha trộn với rượu vodka. Các biến thể khác của thức uống này bao gồm sử dụng vodka thịt muối thay vì vodka truyền thống, thay rau diếp bằng rượu chưng cất, kết hợp với muối Bacon, hoặc dùng vodka có hương dưa chuột.
Đồ uống đã trở nên phổ biến tại Hoa Kỳ vào năm 2009. Nó được phục vụ ở nhiều khu vực, bao gồm Colorado, Florida, Maine, Massachusetts, Missouri, Oregon và Virginia. Ngoài ra, nó cũng nhận được sự chú ý ở Canada và Anh Quốc.
Frank Bruni, nhà phê bình ẩm thực của tờ The New York Times, đã đưa ra những lời khen ngợi cho một loại cocktail BLT được làm bởi đầu bếp lừng danh Gordon Ramsay. Khi đánh giá về loại cocktail BLT được thực hiện bởi nhà pha chế Todd Thrasher ở thành phố Alexandria, Virginia, Associated Press đã mô tả nó là "một thức uống gây tác động mạnh đến tâm trí, làm cho vị giác trở nên kích thích". Ngoài ra, nó cũng nhận được những đánh giá thuận lợi nhiều nhà phê bình ẩm thực trên các tờ báo khác nhau, như The Boston Globe, The Times ở Luân Đôn, cũng như The Globe and Mail có trụ sở tại Toronto, Ontario, Canada.